# Michele Lupo Gentile
Michele Lupo Gentile (Castelbuono, 1880 – Pisa, 1959) è stato uno storico italiano.

## Biografia
Laureatosi nel 1904 alla Scuola Normale Superiore di Pisa a pieni voti e dignità di stampa, relatore Gioacchino Volpe, iniziò ad insegnare prevalentemente negli Istituti Magistrali, a Urbino, Sarzana, Palermo e Pisa. 
«Nel 1932 conseguì la libera docenza in Storia medievale e moderna, che nel 1938 ‒ su proposta di una commissione costituita dai professori G.B. Picotti, Carlo Morandi e Giuseppe Caraci ‒ gli fu confermata dal Consiglio della Facoltà di Lettere dell’Università di Pisa , dove egli negli anni precedenti aveva tenuto annualmente corsi liberi di Storia medievale e moderna con risultati soddisfacenti. Per due volte, ottenne la maturità nel concorso a cattedra di Storia medievale e moderna presso l’Università di Palermo  e nel concorso a una cattedra di Storia nel R. Istituto di Magistero di Urbino. Nel 1939-40, l’Università di Pisa gli conferì l’incarico dell’insegnamento di Storia coloniale e negli anni accademici successivi di Storia moderna nella Facoltà di Scienze Politiche, insegnamento tenuto sino al gennaio 1959, alla vigilia della morte avvenuta nel maggio successivo»
Lupo Gentile come storico studiò e approfondì il periodo del secondo assedio di Pisa da parte dei fiorentini (1494-1509), e per quanto riguarda il periodo medievale, curò (nella collana Rerum italicarum scriptores, Zanichelli, Bologna 1930) un'edizione degli Annales pisani di Bernardo Maragone.Studiò le origini del comune di Carrara e la storia della Lunigiana, pubblicando il Regesto del Codice Pelavicino, preziosa fonte d'informazioni sulla diocesi di Luni nel primo Medioevo.
Sposò una nipote di Pasquale Berghini.

## Opere principali
- La politica di Paolo III nelle sue relazioni con la corte medicea, Sarzana 1906;
- Voci di esuli, Antologia di lettere di patrioti in esilio del Risorgimento, Pisa 1911;
- Pisa, Firenze e Carlo VIII, Pisa 1934;
- Pisa, Firenze e Massimiliano d'Austria, Annali della Scuola Normale Superiore, Pisa 1939.